# Козловец (Болгария)
Козловец (болг. Козловец) — село в Болгарии. Находится в Великотырновской области, входит в общину Свиштов. Население составляет 1126 человек (2022).

## Политическая ситуация
В местном кметстве Козловец, в состав которого входит Козловец, должность кмета (старосты) с 2011 г. исполняет Борис Ангелов Велев (партия АТАКА) по результатам выборов правления кметства.
Кмет (мэр) общины Свиштов — Станислав Петров Благов (коалиция в составе 4 партий: Болгарский земледельческий народный союз (БЗНС), Союз свободной демократии (ССД), Союз демократических сил (СДС), либеральная инициатива «За демократическое европейское развитие» (ЛИДЕР)) по результатам выборов в правление общины.